# 楊枢 (元)
楊 枢（よう すう、至元20年（1283年）- 至順2年8月14日（1331年9月16日））は、大元ウルスに仕えた商人。字は伯機。
インド洋交易を営み、フレグ・ウルスの支配する西アジアまで至ったことで知られる。『金華黄先生文集』巻35所収の「松江嘉定等処海運千戸楊君墓誌銘」にその事蹟が伝えられる。

## 概要
楊枢の祖先は代々杭州湾の澉浦を拠点に海商を営む家系で、モンゴル帝国（大元ウルス）に仕えて嘉議大夫・杭州路総管に任じられた楊梓と徐氏の間に楊枢は生まれた。徐氏は温州の名家の出であったが楊枢の出産後に早世し、楊枢は楊梓のもう一人の妻である陸氏に育てられた。楊枢は幼い頃から明敏で、長じて先祖同様に海商を営むようになったという。
大徳5年（1301年）、楊枢が19歳の時に大元ウルスの官本船貿易を請け負って西洋（＝インド洋）に赴くことになり、その途上でフレグ・ウルスのガザン・ハン（親王合賛）が派遣したノガイ（那懐）らと出会った。楊枢が出会った「ノガイら（那懐等）」は『ワッサーフ史』が記す「ガザン・ハンが派遣した、キーシュ領主ジャマール・ウッディーンの息子のファフル・ウッディーン・アフマドを代表とする使節団」に他ならず、楊枢に伴われて大元ウルス朝廷を訪れたこの使節団は東アジアに逗留して4年間交易活動を行ったと伝えられる。当時の丞相ハルガスンはファフル・ウッディーンの要請を受けて楊枢に忠顕校尉・海運副千戸の地位と金符を授け、海路よりファフル・ウッディーンとともにフレグ・ウルスを訪れるよう命じた。この航海は大徳8年（1304年）に始まり、帰還は大徳11年（1307年）に至る長い旅路となった。
長い航海の末、西アジアに至った楊枢はホルムズ（忽魯模思）に上陸したと伝えられる。長風・巨浪に悩まされながらも、楊枢は西アジアで購入した交易品を満載して東方に帰還することに成功し、白馬・黒犬・琥珀・葡萄酒・蕃塩を朝廷に献上したという。朝廷は楊枢の功績を高く評価し抜擢しようとしたが、楊枢は航海上で負った病のためこれを辞退し、至大2年（1309年）より故郷で療養生活を送った。これを憂えた陸夫人が看病し、この頃楊枢は黙黙道人と号したという。
泰定4年（1327年）、帰国後始めて楊枢は昭信校尉・常熟江陰等処海運副千戸の地位を受け、再び海商を営んだ。天暦2年（1329年）、直沽の倉に至ったところで病が再発し、帰還して医者の診断を受けるも快癒の見込みはないとされた。その後、松江嘉定等処海運千戸に任じるとの命が下されたが、命が伝えられる前に楊枢は至順2年（1331年）8月14日に49歳にして没した。

## 家族
楊枢は鄜王劉光世の子孫にあたる劉氏を娶ったと伝えられる。劉氏とは3人の子供をもうけたが皆夭折してしまったため、父の命を受けて弟の子の楊元徳を養子としたが、その後楊元誠という息子を得ている。楊枢が亡くなった時、楊元誠は僅か2歳であり、楊元徳が埋葬と墓誌銘（松江嘉定等処海運千戸楊君墓誌銘）の手配を行ったと伝えられる。